# Al-Hajj Musa ibn Hissein
Al-Hajj Musa ibn Hissein est un lettré musulman, un auteur et un linguiste kanouri, né aux alentours de 1870 à Bursari, dans le Manga bornouan (province actuelle de Yobe, Nigéria) et mort probablement au Caire dans les années 1920. Issu d'une famille de lettrés et de savants musulmans, il devient lui même un enseignant coranique avant de partir vers 1900 pour réaliser le pèlerinage à la Mecque. À l'issue de son pèlerinage, il étudie à la mosquée al-Aqsa et à la mosquée al-Azhar où il rencontre le philologue allemand Rudolf Prietze. Pendant dix ans, les deux hommes travaillent ensemble et produisent un exceptionnel corpus de documents en langues haoussa et kanouri qui reflètent la culture populaire du Sahel central au XIXe siècle.
Il est reconnu, notamment par le linguiste américain  Paul Newman, pour avoir, le premier, identifié la distinction entre les deux « r » du haoussa.

## Biographie

### Enfance et formation d'un lettré du Bornou
Al-Hajj Musa est né aux environs de 1870, dans la ville de Bursari, située dans le Manga (province actuelle de Yobe, Nigéria), c'est-à-dire dans les marches occidentales du sultanat du Bornou. Issu d'une famille de lettrés musulmans, il grandit dans un environnement savant : son père, Hissein, est un notable de la ville et le dirigeant d'une école coranique. La fonction de lettré étant héréditaire dans les mondes savants du Sahara et du Sahel central au XIXe siècle, Musa commence sa formation intellectuelle dès la petite enfance dans l'école de son père. Il décrit plus tard cet enseignement à Rudolf Prietze : 
Selon l’ancienne coutume, l’enseignement y était intense et durait une partie de la nuit; [mais] du mercredi midi au vendredi midi, cet enseignement alternait avec les travaux des champs des élèves pour le maître. 
La langue maternelle d'al-Hajj Musa est une variante dialectale du kanouri, le Manga Kanuri (en), mais il grandit dans une région frontalière entre le sultanat du Bornou et sultanat de Sokoto, où le haoussa est la langue véhiculaire. Au cours de sa formation de lettré musulman, il apprend la langue arabe de manière à pouvoir lire et réciter le Coran. Il apprend aussi à écrire en ajami, c'est à dire à utiliser la graphie arabe pour écrire les langues africaines et à maitriser le vieux kanembou, une langue liturgique utilisée par les érudits musulmans dans le Sahel central.
Vers 1885, à l'âge de quinze ans, il part pour Zinder, capitale du sultanat du Damagaram, afin d'entamer un deuxième cycle d'études coraniques et d'y suivre l'enseignement de Malam Mûmeni, un savant très réputé de la ville. Il reste à Zinder pendant deux ans, puis adopte le mode de vie Almajiranci (en), c'est à dire celui des étudiants itinérants qui se rendent de ville en ville (dans son cas Daoura, Katsina, Maradi et Kano), pour y recevoir l'enseignement des savants les plus réputés, consulter leurs bibliothèques et mémoriser ou copier certains de leurs manuscrits. Après deux années passées sur les routes, il revient à Zinder, où il fonde sa propre école et épouse Habiba, jeune femme à moitié kanouri et à moitié haoussa.
En 1900, al-Hajj Musa et sa femme quittent le Sahel central et prennent la route du pèlerinage à La Mecque. Al-Hajj Musa n'explique pas les motifs de son départ, mais il est possible que celui-ci ait aussi été motivé par l'occupation coloniale du sultanat du Damagaram par les troupes françaises à partir de 1899, à laquelle il a assisté. De nombreux lettrés accomplissent à cette époque la hijra, c'est à dire  l'exil en terre d'islam, fuyant notamment l'occupation britannique qui suit la défaite du sultanat de Sokoto lors de la bataille de Burmi (en) en 1903.

### Pèlerinage et itinérance savante de Jérusalem au Caire
Le pèlerinage à la Mecque est une étape essentielle dans le parcours des lettrés soufis du Sahara et du Sahel central et s’accompagne de visites pieuses appelées ziyarat. Al-Hajj Musa et sa femme se rendent ainsi dans plusieurs centres importants de dévotion et de l'érudition musulmane; ils passent un an à La Mecque, six mois à Médine et deux ans et demi à Jérusalem à la mosquée al-Aqsa, durant ces séjours al-Hajj Musa poursuit sa formation auprès d'enseignants prestigieux.

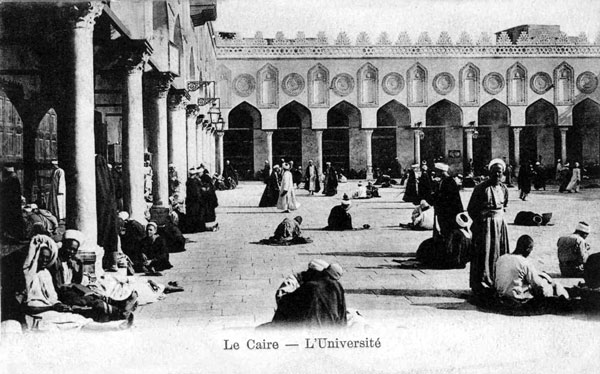
Vue de la cour de la mosquée al-Azhar et des étudiants de l'Université en 1910, parmi lesquels vivait al-Hajj Musa

En 1904, le couple s'installe au Caire : al-Hajj Musa devient étudiant à l'Université al-Azhar. Dans une lettre à ses parents écrite en ajami kanouri, reproduite par Rudolf Prietze dans l'un de ses articles, al-Hajj Musa indique qu'il est intégré au riwāq du Bornou, espace résidentiel réservé aux étudiants originaires du Sahel central, mais qu'il n'y réside pas,. Il épouse à cette période une seconde femme, dont le nom n'est pas connu, mais qui est originaire de Kukawa, ancienne capitale du sultanat du Borno,. Al-Hajj Musa et ses deux épouses vivent chichement : dans l'une de ses lettres à ses parents, al-Hajj Musa leur demande de lui envoyer de l'argent. Pour financer ses études, il profite des congés annuels de l'université, qui ont lieu au moment du Ramadan et de l’Aïd el-Kebir, pour faire du commerce dans les grandes villes méditerranéennes - Jérusalem, Tunis, Tripoli - avec les caravanes en partance pour le Sahel et le Sahara. En 1904, il rencontre le philologue et linguiste Rudolf Prietze qui cherche à travailler avec des locuteurs natifs des langues haoussa et kanouri et s'est rendu pour cela à la mosquée al-Azhar. C'est al-Hajj Musa qui est désigné pour l'aider : ainsi commence entre les deux hommes une collaboration de plus de dix ans.

### Collaboration avec Rudolf Prietze

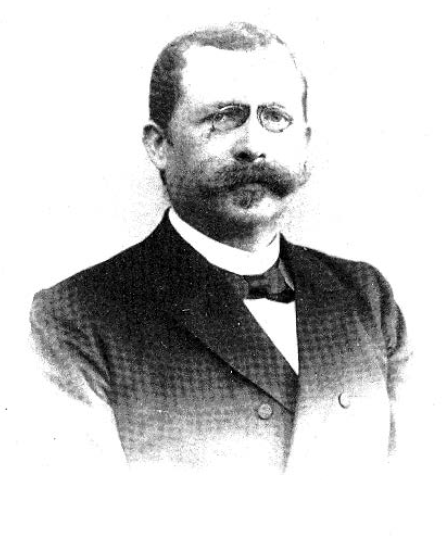
Rudolf Prietze

La coopération intellectuelle entre al-Hajj Musa et le philologue allemand Rudolf Prietze, amorcée au Caire en 1904, se traduit par une coproduction de connaissances qui n'est attribuée qu'au second. Les modalités de leur travail commun sont détaillées par Prietze dans les introductions et les notes de ses articles, mais aussi dans les lettres qu'il envoie à ses parents, — celles jusqu'en 1906 sont conservées à la Staatsbibliothek zu Berlin —, et dans ses carnets de terrain qui sont conservés à la la Bibliothèque universitaire et d’État de Hambourg (de). Les deux hommes travaillent quotidiennement ensemble quand ils sont tous les deux au Caire et partagent aussi des moments de convivialité : Prietze raconte dans une lettre avoir été invité à manger chez al-Hajj Musa, en février 1905, ou s'être promené en sa compagnie au jardin botanique du Caire.

« Ce sont les plus beaux jardins que je connaisse et de merveilleux endroits pour les malades ou les convalescents. Musa est heureux de retrouver les arbres et les créatures de sa patrie, il me donne leurs noms et me dit ce qu’on en fait chez lui »

— Rudolf Prietze
Leurs échanges se déroulent d'après Prietze principalement en langue haoussa et vont durer plus de dix ans, durant lesquels al-Hajj Musa transmet au philologue des centaines de chansons, de proverbes, de fables et de récits historiques, que ce dernier publie sous forme d'articles universitaires dans les années 1920 et 1930, cinq en haoussa et trois en kanouri. Pour les proverbes, qui sont davantage mémorisés et partagés par les femmes dans le Sahel central, al-Hajj Musa sollicite sa femme, que l'ethnologue Gisela Seidensticker-Brikay a proposé d'appeler, à défaut de connaître son vrai nom, Hajjiya Musa. Loin d’un rapport asymétrique entre « collecteur » européen et « informateur » africain, leur partenariat est fondé sur un dialogue intellectuel : al-Hajj Musa, est lui aussi un savant, formé dans les meilleures universités de l'érudition islamique, qui maîtrise le kanouri, le haoussa, l’arabe classique et le vieux kanembu. Les notes de bas de pages des écrits de Prietze témoignent de leurs échangent sur les choix de transcription, les analyses grammaticales et phonologiques.

### Un savant et un linguiste oublié: l'héritage redécouvert d'al-Hajj Musa
En 2025, le linguiste Ari Awagana et l'historienne Camille Lefebvre ont entrepris la réédition et la traduction, à partir des articles de Rudolf Prietze, de l'ensemble de la documentation de langue kanouri transmise par al-Hajj Musa. Au-delà de ces documents, sources essentielles à la compréhension des pratiques orales dans les mondes sahélien et saharien, les recherches entreprises par les deux chercheurs dans les archives privées et professionnelles de Prietze ont permis de redécouvrir l'héritage savant d'al-Hajj Musa. En étudiant les modalités concrètes de leur travail commun, ils ont pu démontrer que Musa avait défendu, auprès de Prietze, une conception des règles grammaticales et de transcription en ajami qui lui était propre, en identifiant notamment le premier la distinction entre les deux sons « r » du haoussa et en proposant des interprétations du lexique et du sens des textes transmis. Son travail est celui d'un philologue, formé dans un environnement multilingue, et qui maîtrise parfaitement les codes linguistiques des langues sahéliennes. Pourtant, son nom n'apparaît nulle part sous un statut d'auteur ou de collaborateur scientifique dans les publications de Rudolf Prietze, le linguiste allemand restant à cet égard fortement tributaire des préjugés coloniaux et racistes de son époque. La majorité de la "bibliothèque coloniale" a en effet été construite sur les savoirs d'intellectuels africains, sans que ceux-ci en reçoivent pour autant reconnaissance et crédit dans le monde académique occidental.
Aucune information sur la fin de la vie d'al-Hajj Musa ne nous est parvenue. Gordon Lethem signale seulement qu'il vivait encore au Caire en 1925.

## Listes des travaux

### Recueils de textes en kanouri d'al-Hajj Musa publiés par Rudolf Prietze
- (de + kr) « Bornulieder », Mitteilungen des Seminars für Orientalische Sprachen an der Friedrich Wilhelms-Universität zu Berlin, vol. 17,‎ 1914, p. 1-127 (lire en ligne).
- (de + kr) « Bornusprichwörter », Mitteilungen des Seminars für Orientalische Sprachen an der Friedrich Wilhelms-Universität zu Berlin, vol. 18,‎ 1915, p. 1-88 (lire en ligne).
- (de + kr + ha) « Bornu-Texte. Gesammelt und erklärt von Dr. Phil. Rudolf Prietze », Mitteilungen des Seminars für Orientalische Sprachen an der Friedrich Wilhelms-Universität zu Berlin, vol. 33,‎ 1930, p. 82-159.

### Recueils de textes en haoussa d'al-Hajj Musa publiés par Rudolf Prietze
- (de + ha) « Lieder fahrender Haussa-Schüler », Mitteilungen des Seminars für Orientalische Sprachen an der Friedrich Wilhelms-Universität zu Berlin, vol. 19,‎ 1916, p. 1-115 (lire en ligne).
- (de + ha) « Gesungene Predigten eines fahrenden Haussalehrers », Mitteilungen des Seminars für Orientalische Sprachen an der Friedrich Wilhelms-Universität zu Berlin, vol. 20,‎ 1917, p. 1-60 (lire en ligne).
- (de + ha) « Landwirtschaftliche Haussa-Lieder », dans Festschrift Eduard Hahn zum 60. Geburtstag, dargebracht von Freunden und Schülern, Stuttgart, Strecker & Schröder, 1917 (lire en ligne), p. 167-189.
- (de + ha) « Haussa-Preislieder auf Parias. Gesammelt und erklärt von Rudolf Prietze », Mitteilungen des Seminars für Orientalische Sprachen an der Friedrich Wilhelms-Universität zu Berlin, vol. 21,‎ 1918, p. 1-53 (lire en ligne).
- (de + ha) « Lieder des Haussavolkes », Mitteilungen des Seminars für Orientalische Sprachen an der Friedrich-Wilhelms-Universität zu Berlin, vol. 30,‎ 1927, p. 5-172.